# 萨金娜·卡尔沙维
萨金娜·卡尔沙维（法語：Sakina Karchaoui；1996年1月26日—），法国女子职业足球运动员，司职左后卫，目前效力于巴黎圣日耳曼足球俱乐部和法国国家女子足球队。她曾代表法国参加2024年夏季奥林匹克运动会女子足球比赛。